# Pływanie na Letnich Igrzyskach Olimpijskich 1976 – 1500 m stylem dowolnym mężczyzn
1500 m stylem dowolnym mężczyzn – jedna z konkurencji pływackich rozgrywanych podczas XXI Igrzysk Olimpijskich w Montrealu. Eliminacje miały miejsce 19 lipca, a finał 20 lipca 1976 roku.
Mistrzem olimpijskim został Amerykanin Brian Goodell, który czasem 15:02,40 poprawił własny rekord świata. Srebrny medal zdobył również reprezentant Stanów Zjednoczonych, Robert Hackett (15:03,91). Brąz wywalczył Australijczyk Stephen Holland, który ustanowił nowy rekord Australii i Oceanii (15:04,66).

## Rekordy
Przed zawodami rekord świata i rekord olimpijski wyglądały następująco:
| Rekord            | Zawodnik      | Czas     | Miejsce    | Data            |
| ----------------- | ------------- | -------- | ---------- | --------------- |
| Rekord świata     | Brian Goodell | 15:06,66 | Long Beach | 21 czerwca 1976 |
| Rekord olimpijski | Mike Burton   | 15:52,58 | Monachium  | 4 września 1972 |

W trakcie zawodów ustanowiono następujące rekordy:
| Data     | Etap konkurencji      | Zawodnik      | Czas     | Rekord |
| -------- | --------------------- | ------------- | -------- | ------ |
| 19 lipca | wyścig eliminacyjny 1 | Zoltán Wladár | 15:37,61 | OR     |
| 19 lipca | wyścig eliminacyjny 2 | Paul Hartloff | 15:20,74 | OR     |
| 20 lipca | finał                 | Brian Goodell | 15:02,40 | ,      |

## Wyniki

### Eliminacje
| Miejsce | Wyścig | Zawodnik              | Państwo           | Czas     | Uwagi |
| ------- | ------ | --------------------- | ----------------- | -------- | ----- |
| 1.      | 2      | Paul Hartloff         | Stany Zjednoczone | 15:20,74 | Q,    |
| 2.      | 3      | Robert Hackett        | Stany Zjednoczone | 15:25,49 | Q     |
| 3.      | 4      | Stephen Holland       | Australia         | 15:25,93 | Q     |
| 4.      | 5      | Brian Goodell         | Stany Zjednoczone | 15:34,11 | Q     |
| 5.      | 5      | Max Metzker           | Australia         | 15:36,14 | Q     |
| 6.      | 2      | Djan Madruga          | Brazylia          | 15:36,95 | Q     |
| 7.      | 1      | Zoltán Wladár         | Węgry             | 15:37,61 | Q     |
| 8.      | 1      | Władimir Salnikow     | ZSRR              | 15:39,04 | Q     |
| 9.      | 4      | Walentin Parinow      | ZSRR              | 15:41,13 |       |
| 10.     | 2      | Igor Kuszpelew        | ZSRR              | 15:43,88 |       |
| 11.     | 3      | Paul Nash             | Australia         | 15:46,51 |       |
| 12.     | 1      | David Parker          | Wielka Brytania   | 15:46,60 | NR    |
| 13.     | 5      | Sándor Nagy           | Węgry             | 15:48,41 |       |
| 14.     | 3      | Paul Midgley          | Kanada            | 15:49,78 |       |
| 15.     | 4      | Henk Elzerman         | Holandia          | 15:51,08 | NR    |
| 16.     | 5      | Brett Naylor          | Nowa Zelandia     | 15:52,68 | NR    |
| 17.     | 5      | Mark Treffers         | Nowa Zelandia     | 15:56,11 |       |
| 18.     | 4      | Michael Ker           | Kanada            | 15:58,07 |       |
| 19.     | 2      | Paul Sparkes          | Wielka Brytania   | 15:59,04 |       |
| 20.     | 1      | Borut Petrič          | Jugosławia        | 16:03,92 |       |
| 21.     | 3      | István Koczka         | Węgry             | 16:05,54 |       |
| 22.     | 4      | Gerhard Waldmann      | Szwajcaria        | 16:06,41 | NR    |
| 23.     | 2      | Stefan Wenz           | RFN               | 16:08,20 | NR    |
| 24.     | 1      | Johan Van Steenberghe | Belgia            | 16:14,13 | NR    |
| 25.     | 5      | José Bas              | Hiszpania         | 16:28,59 |       |
| 26.     | 1      | Georgios Karpouzis    | Grecja            | 16:53,92 |       |
| 27.     | 3      | Kevin Williamson      | Irlandia          | 16:54,11 |       |
| 28.     | 5      | Edwin Borja           | Filipiny          | 17:05,75 |       |
| 29.     | 2      | Kris Sumono           | Indonezja         | 17:09,17 |       |
| 30.     | 4      | António de Melo       | Portugalia        | 17:24,31 |       |
| 31.     | 1      | Sigurður Ólafsson     | Islandia          | 17:25,10 |       |

### Finał
| Miejsce | Zawodnik          | Państwo           | Czas     | Uwagi |
| ------- | ----------------- | ----------------- | -------- | ----- |
| 1 !     | Brian Goodell     | Stany Zjednoczone | 15:02,40 | WR    |
| 2 !     | Robert Hackett    | Stany Zjednoczone | 15:03,91 |       |
| 3 !     | Stephen Holland   | Australia         | 15:04,66 | OC    |
| 4.      | Djan Madruga      | Brazylia          | 15:19,84 | SA    |
| 5.      | Władimir Salnikow | ZSRR              | 15:29,45 | ER    |
| 6.      | Max Metzker       | Australia         | 15:31,53 |       |
| 7.      | Paul Hartloff     | Stany Zjednoczone | 15:32,08 |       |
| 8.      | Zoltán Wladár     | Węgry             | 15:45,97 |       |